# Zanoni (romanzo)
Zanoni è un romanzo a sfondo esoterico dello scrittore inglese Edward Bulwer-Lytton, pubblicato per la prima volta a Londra nel 1842.
Storia d'amore e di occultismo, che contiene richiami e allusioni ai Rosacroce, si svolge alla fine del XVIII secolo nel sud Italia e a Parigi.
Racconta le vicende di Zanoni, un mago in possesso di poteri occulti e del segreto dell'eterna gioventù.

## Personaggi principali
- Zanoni, il protagonista, è un iniziato alla sapienza caldea.[5] I riferimenti al suo aspetto giovanile, alle sue ricchezze, alle sue insolite capacità linguistiche e sociali suggeriscono che il prototipo del protagonista sia il conte di Saint-Germain.[6][7] Zanoni significa Solare, dalla radice caldea Zan, cioè «Sole».[3]
- Mejnour, un Rosacroce, adepto anziano della confraternita di Zanoni.[8]
- Viola Pisani, una cantante lirica di Napoli, bella e innocente, figlia del compositore italiano Gaetano Pisani.[9]
- Clarence Glyndon, giovane artista inglese emergente, che aspira alla conoscenza dei segreti occulti della natura.[10]
- Mervale, amico di Glyndon, persona di buon senso e dalla mentalità convenzionale.
- Jean Nicot, un rivoluzionario degradato ed egoista.[9]
- Il Guardiano della Soglia, uno spettro che protegge il sapere occulto dalle ingerenze dei non iniziati.[11][10]

## Trama
Zanoni, bello e ricco, è un uomo senza tempo che vive lungo i secoli sin dall'epoca della civiltà caldea, ma non può innamorarsi senza perdere il potere dell'immortalità. Per la sua generosità e il suo fascino è apprezzato e ammirato da tutti nella Napoli del Settecento, da ricchi, poveri e malati, ai quali concede sempre il suo aiuto, ma si sente attratto da Viola, giovane cantante di talento, figlia di Pisani, un violinista incompreso. Non è tanto la bellezza fisica della ragazza a sedurlo, quanto il candore e la purezza della sua anima.

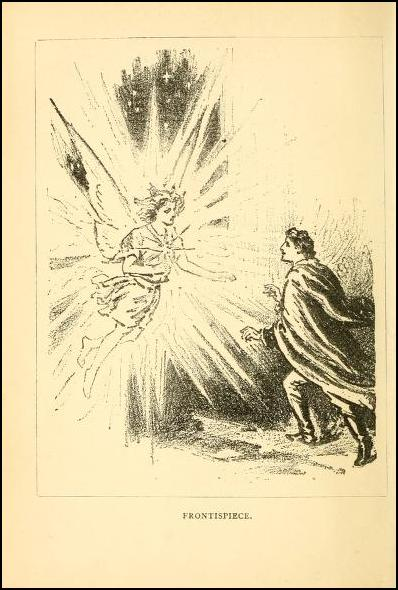
Illustrazione da un'edizione del 1888, che raffigura l'incontro di Zanoni con Adon-Ai, lo spirito della luce e della saggezza, contrapposto al demone della soglia.

Dopo la morte dei genitori di Viola, Zanoni, volendo sinceramente aiutarla, le propone di sposare un gentiluomo inglese, Glyndon, che non le è indifferente. Viola tuttavia è innamorata anche di Zanoni, e l'orgoglio anglosassone di Glyndon non permette a costui di accondiscendere al matrimonio con un'italiana. La sua bellezza, inoltre, attrae anche Nicot, un pittore parigino dall'animo oscuro.
Nonostante l'anziano confratello Mejnour, appartenente al suo sodalizio rosacrociano, lo avverta che avrebbe perso gradualmente i suoi poteri magici e sarebbe tornato ad essere un semplice uomo mortale, Zanoni dopo una serie di eventi inquietanti si convince a sposare lui Viola, sottraendola al clima ammaliante di Napoli. Dopo che i due si sono trasferiti a Venezia, Viola partorirà un figlio.
Glyndon, intanto, mosso da un irresistibile interesse per il mondo dell'occulto, viene accettato come apprendista da Mejnour nel sodalizio segreto dei Rosacroce. La sua indisciplina lo porta però a servirsi prematuramente dell'elisir proibito di lunga vita, e da allora subisce i ripetuti attacchi del Guardiano della Soglia, un essere sovrannaturale terrificante che lo condurrà alla pazzia.
Rinnegato da Mejnour, ma sempre perseguitato dallo spettro, Glyndon rintraccia Viola, alla quale riferisce della sua orribile situazione, dandone la colpa a Zanoni in sua assenza. Il pregiudizio cattolico e la superstizione inducono Viola a credere alle parole di Glyndon: il desiderio di sottrarre il figlio avuto da Zanoni alle sue "stregonerie" la spinge ad abbandonare il marito all'insaputa di questi, e a partire per Parigi, dove all'epoca, nel 1794, regna il Terrore della Rivoluzione francese.
Zanoni, che ha perso oramai i suoi poteri magici, dopo varie difficoltà riesce a scoprire che sua moglie e il loro bambino si trovano a Parigi, dove però sono stati imprigionati a causa di un perfido inganno di Nicot, in attesa di essere giustiziati. Disponendo ancora della preveggenza con cui sa che il regime di Robespierre sarebbe terminato proprio il giorno seguente all'esecuzione, Zanoni cerca di guadagnare tempo, sostituendo nell'elenco dei condannati al patibolo il nome di Viola con il proprio: e così, all'opposto di quando, molti secoli prima a Babilonia, aveva abbandonato ogni passione umana per divenire immortale, ora egli, spinto dall'amore, ridiventa umano andando incontro deliberatamente alla morte.

### Filosofia del romanzo
L'insegnamento alla base del romanzo circa l'autentica immortalità verte essenzialmente sulla natura spirituale di questa, perseguibile non attraverso l'uso della magia e degli elisir di giovinezza, bensì attraverso il sacrificio di sé per salvare la vita altrui. Verso la fine del romanzo, infatti, il coro celeste accoglie l'anima ascendente del giustiziato Zanoni con le parole: «Benvenuto a colui che fu purificato dal sacrificio, che divenne immortale attraverso la morte!».

## Fortuna
Il romanzo ebbe notevole fortuna presso gli ambienti teosofici sorti alla fine del XIX secolo.
Diverse citazioni da questa come da altre storie di Lytton sono state riprese da Helena Petrovna Blavatsky nei suoi saggi Iside svelata e La dottrina segreta.
Anche presso l'antroposofia si ritrovano concetti e terminologie rosacrociani utilizzati nel romanzo. In particolare, secondo l'esoterista tedesco Rudolf Steiner, il Guardiano della Soglia è una figura realmente esistente nel piano astrale, da lui descritta nel saggio L'iniziazione, e che è stata romanzata da Bulwer-Lytton in questa sua finzione narrativa.
Il teosofo Stainton Moses descrisse così a Sinnett il proprio incontro con simili abitanti astrali: 
(Da una citazione di Alfred Percy Sinnett in The Mahatma Letters, n. 18, pag. 9, ottobre 1876)
Aleister Crowley collocò Zanoni, insieme a un altro romanzo di Bulwer-Lytton (A Strange Story), in cima ai testi di letteratura da lui consigliati, nel suo Magick in theory and practice (1929).
In Samael Aun Weor sono presenti riferimenti ad Adonai come al vero Maestro di Zanoni, oltre Mejnour, mentre il suo contraltare oscuro, il Guardiano della Soglia, è costituito dell'energia del suo ego psichico, soggetto a reincarnarsi perché vincolato alla terra.

### Edizioni italiane
- Edward Bulwer Lytton, Zanoni, prima versione dall'inglese di Francesco Cusani, Milano, Tipografia Pirotta, 1848.
- Edward Bulwer Lytton, Zanoni: un romanzo sul mistero dei Rosa-Croce, trad. it. di Madeline Merlini, TEA editore, 2006 ISBN 978-8850211593.